# Гибель школьников на Сямозере

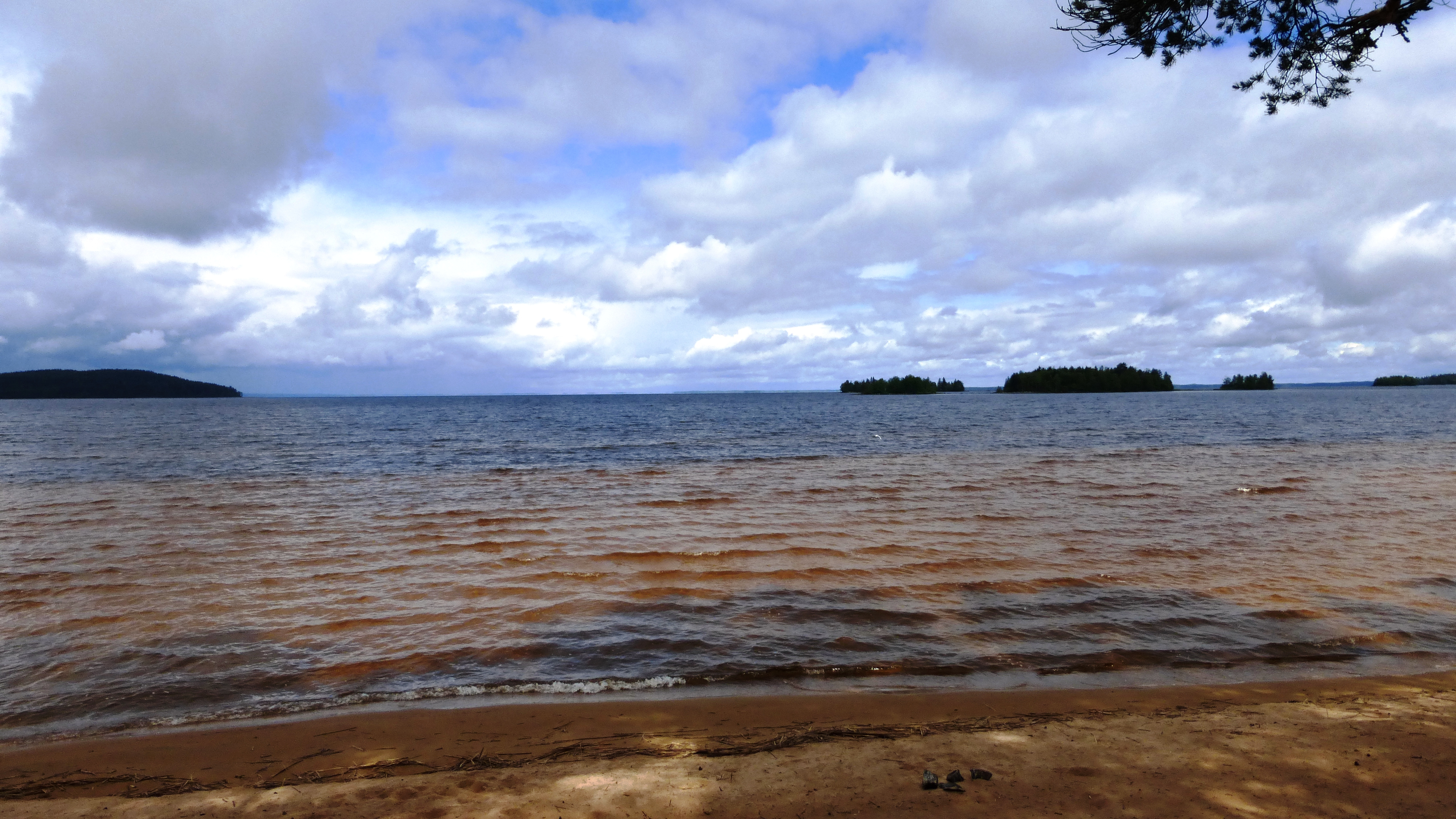
Сямозеро

Гибель школьников на Сямозере в Карелии произошла 18 июня 2016 года. Группа, состоящая из сорока семи детей и нескольких инструкторов, шла на лодках по озеру и попала в шторм. Одна из лодок перевернулась, погибли четырнадцать детей. В ходе расследования стало известно о ряде нарушений, связанных с организацией похода и деятельностью лагеря, в котором отдыхали дети. Несколько сотрудников, допустивших эти нарушения, стали фигурантами уголовного дела и получили тюремные сроки по приговору суда. Инцидент на Сямозере стал косвенной причиной отставки детского омбудсмена Павла Астахова.
12-летняя Юлия Король, спасшая нескольких детей, указом президента Российской Федерации была награждена медалью «За спасение погибавших».
События на Сямозере привели к тому, что с 1 января 2017 года в России начал действовать закон, устанавливающий единые требования к организации детского отдыха.

## События
Дети отдыхали в карельском лагере «Парк-отель „Сямозеро“», который относится к компании «KareliaOpen». Лагерь находился вблизи деревни Сяргилахта, в 90 километрах к северо-западу от Петрозаводска. С 25 мая по 21 июня 2016 года Управление Федеральной службы по надзору в сфере защиты прав потребителей и благополучия человека по Республике Карелия проводило в этом лагере проверку. В лагере число отдыхавших детей на 70 человек превышало разрешённое, поэтому детей отправляли на маршруты.
17 июня 2016 года около 11 часов дня группа из 47 детей с четырьмя инструкторами отправилась в поход до береговой линии на расстояние около 3-х километров от лагеря на двух каноэ SAVA 700 и рафте. На берегу группа переночевала, а 18 июня в районе 13 часов двинулась дальше — к острову Фокенсуари (61°55′27″ с. ш. 33°03′29″ в. д.). В последний раз детей и инструкторов видели на песчаном мысу. Около 16 часов поднялся сильный ветер (по другим сведениям, уже в 13:40 начался шторм). В 16:23 по крайней мере одно каноэ перевернулось. 12-летний Всеволод Заслонов набрал на своём телефоне единый номер экстренных служб 112, но на тот момент система 112 на территории Карелии была ещё в стадии формирования, поэтому звонивший по такому номеру попадал на автоматического оператора, который далее предлагал нажать соответствующую цифру на усмотрение самого звонившего. Заслонов, либо не глядя, либо по каким-то ещё причинам, выбрал цифру, отвечающую за медицинские службы, и его звонок поступил в Суоярвскую больницу (хотя Сямозеро находится на территории Пряжинского района, ближайшая к озеру вышка сотовой связи расположена на территории Суоярвского района, поэтому звонок был переадресован в больницу данного района) — звонок приняла фельдшер скорой помощи Ирина Щербакова, которая проигнорировала его, посчитав шуткой, сам вызов она регистрировать не стала.
Первые сообщения об инциденте поступили утром 19 июня, утром в посёлок Кудама позвонили представители детского лагеря и сообщили, что потеряли группу детей; сотрудники кудамского собачьего приюта нашли на острове одиннадцать детей, которые смогли выбраться из воды. В результате предварительного разбирательства выяснилось, что время смерти погибших серьёзно разнится, и некоторые дети скончались почти через сутки после инцидента.
В общей сложности погибли тринадцать детей (утонул только один, двенадцать умерли от переохлаждения и ударов головой), один долгое время считался пропавшим без вести; его тело было найдено на берегу озера утром 26 июня. По словам детского омбудсмена Павла Астахова, «такой массовой гибели детей в детском лагере не было уже много лет».
Согласно инфографике, опубликованной газетой «Комсомольская правда», 23 выживших ребёнка и двух инструкторов, плывших на надувном рафте, нашли на острове Элойсварь (61°57′26″ с. ш. 33°12′20″ в. д.). Пятерых детей и двух инструкторов, спасшихся с лодок, нашли на острове Кухасуари (61°57′38″ с. ш. 33°10′12″ в. д.), ещё четверых спасшихся детей — на острове Сигосуари (61°57′26″ с. ш. 33°09′50″ в. д.). Ещё одной спасшейся девочке удалось выбраться на берег озера и дойти до деревни Кудама.

## Погибшие[23]
- Балакирев Арсений — 12 лет;
- Воронов Владислав — 12 лет;
- Гришин Денис — 12 лет;
- Дудоров Василий — 13 лет;
- Заслонов Всеволод — 12 лет;
- Киселев Даниил — 12 лет;
- Кочнева Арина — 12 лет;
- Макарова Мария — 12 лет;
- Некрасов Артём — 12 лет;
- Романов Евгений — 13 лет;
- Фомин Игорь — 12 лет;
- Ходосевич Максим — 12 лет;
- Шевадров Геннадий — 13 лет;
- Широких Амалия — 12 лет.

## Расследование
В ходе проверок МЧС, прокуратуры, Роспотребнадзора в лагере был выявлен ряд нарушений. Самыми вопиющими стали нарушения экологии (лагерь сливал сточные воды в озеро в 2011 году) и нарушения режима питания и проживания детей (детям давали в столовой гнилые фрукты, блюда заправляли просроченной сметаной, а в помещениях, где жили дети, водились насекомые).
Сразу после инцидента выяснилось, что организаторы похода не зарегистрировали его и проигнорировали предупреждение МЧС о сложных метеоусловиях. Уже вечером 19 июня в пресс-службе Следственного комитета заявили, что инструкторы думали только о спасении собственной жизни; четыре человека были задержаны в тот же день. В отношении руководителей детского лагеря возбуждено уголовное дело по ч. 3 ст. 238 УК «Оказание услуг, не отвечающих требованиям безопасности». 21 июня 2016 года суд арестовал хозяйку парк-отеля «Сямозеро» Елену Васильевну Решетову и её заместителя Вадима Виноградова. В отношении трёх студентов Петрозаводского педагогического колледжа, работавших инструкторами в лагере, — Регины Ивановой, Людмилы Васильевой и Валерия Круподерщикова — избрана мера пресечения в виде подписки о невыезде.
22 июня 2016 года Петрозаводский городской суд отправил под домашний арест главу Роспотребнадзора Карелии Анатолия Коваленко. Его подозревают в совершении преступления, предусмотренного ч. 3 ст. 293 УК РФ («Халатность»). Тогда же появились предположения о том, что главе республики Александру Худилайнену придётся уйти в отставку из-за инцидента на Сямозере.
На госконтракте стоит подпись замглавы Департамента соцзащиты Владимира Петросяна — 62-летней Татьяны Барсуковой. В 2016 году СМИ не исключали, что она может стать новым фигурантом уголовного дела. Глава столичного Департамента труда и социальной защиты Владимир Петросян в интервью сообщил, что специалисты Департамента не имели возможности проверить квалификацию вожатых и обстановку в лагере, потому что выбор лагеря проходил «в условиях электронного аукциона».
Следствие также проверяло обстоятельства проведения конкурса, по результатам которого был заключён госконтракт с лагерем. Выяснилось, что за детский отдых формально конкурировали всего две фирмы: «Парк-отель Сямозеро» и «Карелия-Опен». Первую контролировала 48-летняя Елена Решетова, а вторую — её 67-летняя мать Галина Лисина. С 2014 года они практиковали простую схему победы в тендерах: первой на торги выходила «Карелия-Опен», объявляла цену, а затем появлялся «Парк-отель Сямозеро» и предлагал выгодную скидку — на 100—200 тыс. рублей дешевле, после этого департамент соцзащиты объявлял его победителем. В последний раз детей отправили на отдых по госзаказу вообще без конкурса: конкурс признали несостоявшимся, после чего без всякого конкурса был подписан госконтракт с фирмой Решетовой. В итоге московское УФАС возбудило дело о картельном сговоре.
Помощник руководителя фракции КПРФ в Московской городской Думе Юрий Урсу опубликовал в своём блоге анализ технического задания закупки, в котором усмотрел умышленное ограничение конкуренции на торгах. На портале change.org в связи с этим начался сбор подписей под обращением к Председателю СК РФ А. И. Бастрыкину с требованием о привлечении Татьяны Барсуковой к уголовной ответственности за проведение фиктивного тендера и причастность к гибели детей.
Фельдшер Ирина Щербакова, принявшая за шутку звонок Всеволода Заслонова, была в апреле 2017 года приговорена судом к трём годам лишения свободы с отсрочкой наказания на три года, когда её дочери исполнится 14 лет. Она уволилась с должности фельдшера и перешла на работу медсестры-анестезиста в той же больнице. Щербакова изначально обжаловала приговор, но потом отклонила ходатайство. Несколько родителей, в свою очередь, направили апелляционные жалобы в Верховный суд Карелии с требованием ужесточить приговор Щербаковой, но в июле того же года суд оставил приговор без изменений. С Суоярвской больницы, в которой работает Щербакова, суд взыскал выплатить родственникам погибших компенсацию в размере четырёх миллионов рублей в целом. В феврале 2018 года выяснилось, что больница такими средствами не располагает, из-за чего возникла угроза урезания зарплаты работающему в ней персоналу, но в июле было объявлено, что больница выплатила целиком всю компенсацию без урезания зарплаты персоналу.
В марте 2019 года обвиняемые Елена Решетова и Вадим Виноградов были признаны виновными по ч. 3 ст. 238 Уголовного кодекса («Оказание услуг, не отвечающих требованиям безопасности, повлекшее по неосторожности смерть двух и более лиц»), и оба получили по девять с половиной лет лишения свободы в колонии общего режима. Инструктор Валерий Круподерщиков был признан невиновным по этой же статье, но приговорён к 8 месяцам лишения свободы за оставление детей в опасности (освобождён от наказания за истечением срока давности). Другие фигуранты дела — Анатолий Коваленко, врио руководителя ведомства Людмила Котович и инструктор лагеря Павел Ильин, — были оправданы судом. Однако в июне 2020 года прокуратура добилась отмены оправдательного приговора Круподерщикову и Ильину; соответствующие дела вернулись в суд.

## Реакция
20 июня 2016 года было объявлено днём траура в Карелии и Москве. На проходившем во Франции чемпионате Европы по футболу сборная России в память о жертвах инцидента в Карелии вышла на матч с Уэльсом в траурных повязках.
Слова соболезнования выразили президент России Владимир Путин, председатель правительства России Дмитрий Медведев, премьер-министр Финляндии Юха Сипиля, президент Азербайджана Ильхам Алиев, президент Казахстана Нурсултан Назарбаев, министр иностранных дел Эстонии Марина Кальюранд.
15 июля 2017 года в правительстве Карелии наградили участников поисково-спасательной операции, всего 26 жителей Карелии. Это местные жители Пряжинского района, спасатели, водолазы, медики, а также руководители учреждений и организаций республики, которые оказали содействие в решении организационных вопросов при ликвидации последствий этой чрезвычайной ситуации.
16 июля 2016 г. министр Российской Федерации по делам гражданской обороны, чрезвычайным ситуациям и ликвидации последствий стихийных бедствий России В. А. Пучков наградил ведомственной медалью «За спасение погибающих на водах» 12-летнюю Юлию Король, спасшую нескольких детей на Сямозере в Карелии, также ей была вручена отдельная премия МЧС. 20 сентября 2016 г. Президент РФ Владимир Путин подписал указ о награждении Юлии Король медалью «За спасение погибавших».
Наград от общественных организаций удостоены Ксения Родионова (17 февраля 2017 года нагрудный знак Всероссийской общественно-государственной инициативы «Горячее сердце»), Татьяна Кустышева, Николай и Наталья Столяровы, Анна Никитина, Владимир Дорофеев и Андрей Севериков.
Детский омбудсмен Павел Астахов во время встречи с детьми, выжившими после крушения на Сямозере, спросил у них с улыбкой: «Ну что, как поплавали?». Это вызвало бурю возмущения; появилась петиция с требованием отставки Астахова, под которой подписались больше 150 тысяч человек. В конце концов омбудсмен оставил пост «по собственному желанию».
Летом 2020 года руководитель рабочей группы по детскому туризму Координационного совета по развитию туризма при федеральном правительстве Сергей Минделевич заявил, что инцидент на Сямозере создал детским лагерям имидж «почти как у концлагерей времён Второй мировой войны». Между тем, по словам чиновника, «это была единственная массовая трагедия с детьми на отдыхе за все время существования Российской Федерации», и домашний отдых для детей намного опаснее, чем отдых, организованный государством.